# Esplanade de la Défense (stanice metra v Paříži)

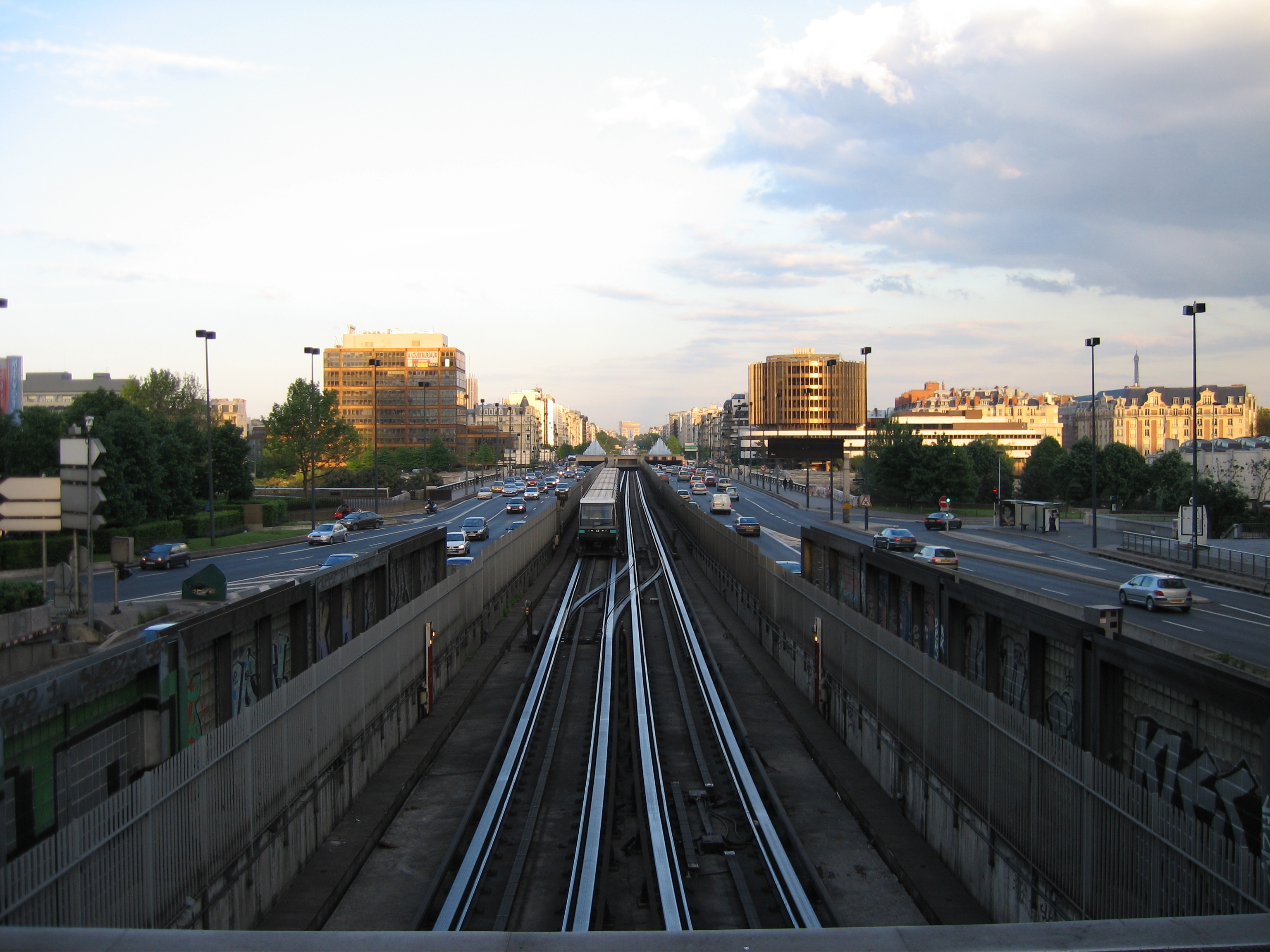
Pohled od stanice k Vítěznému oblouku

Esplanade de la Défense je nepřestupní stanice pařížského metra na lince 1, která se nachází na východním konci obchodní čtvrti La Défense na hranici obcí Courbevoie a Puteaux.

## Historie
Stanice byla otevřena 1. dubna 1992 při prodloužení linky na západ v úseku stanic Pont de Neuilly ↔ La Défense.
Společnost RATP původně počítala s vedením linky po povrchu, což by bylo méně nákladné než tunelem pod Seinou, nakonec však byla zvolena podzemní varianta, takže plány na výstavbu stanice La Défense - Michelet ze 70. let zůstaly nevyužity.
Stanice se skládá z centrálního nástupiště a bočních kolejí a je umístěna v jednom z tunelů, kterými vede dálnice A14 pod La Défense. Stanice je zakryta velkou deskou, na které se nachází bazén, který je dílem řeckého umělce Takise. V mělké nádrži je umístěno 49 barevných nasvícených sloupů různé výšky (3,5 až 9 metrů).
Další výzdobou jsou sochy, které byly instalovány u vstupu do stanice. U východu ze stanice byla v září 2008 rovněž otevřena výstavní galerie Moretti. Východní část stanice ve směru na Paříž se otevírá do volného prostoru, takže je odtud výhled na Vítězný oblouk.

## Název
Jméno stanice vyplývá z její polohy, neboť leží na východním okraji centrálního volného prostranství (esplanády) čtvrti La Défense.

## Vstupy
- Východ s přístupem na Cours Michelet, do čtvrti La Défense 10 a do čtvrti La Défense 2
- Východ na Terrasses Bellini, do čtvrti La Défense 11, do čtvrti La Défense 1 a na obě nábřeží Seiny směrem do Puteaux i Courbevoie
- Ze stanice je rovněž možný přímý vstup do mrakodrapů AGF - Athéna, CB21 (dříve GAN) a Tour First (dříve AXA).